# طريق رقم 7 (العراق)
الطريق رقم 7 هو طريق سريع في العراق يمتد من الكوت إلى الناصرية.